# Aeroporto da Madeira
De luchthaven van Madeira (Portugees: Aeroporto Internacional da Madeira Cristiano Ronaldo of Aeroporto de Santa Catarina), (IATA: FNC, ICAO: LPMA), staat internationaal bekend als Funchal International Airport en ligt zo'n 10 km ten noordoosten van de stad Funchal op het Portugese eiland Madeira. De luchthaven werd op 8 juli 1964 geopend en ligt direct naast het plaatsje Santa Cruz. In 2016 kreeg het vliegveld de naam van de in Funchal geboren voetballer Cristiano Ronaldo, aanvoerder van het Portugees voetbalelftal dat het EK van 2016 won.
De oorspronkelijke start- en landingsbaan was 1600 meter lang. In het jaar 2000 is deze opnieuw aangelegd, heeft nu een lengte van 2781 meter en staat gedeeltelijk op palen.

## Incidenten en ongelukken
- Op 5 maart 1973 stortte een Sud Aviation Caravelle 10R van Aviaco neer in de zee tijdens het aanvliegen op de luchthaven. Hierbij kwamen 3 bemanningsleden om het leven.
- Op 19 november 1977 stortte een Boeing 727-200, TAP Portugal-vlucht 425, die via Lissabon afkomstig was van Brussel neer op de luchthaven van Madeira. Nadat het vliegtuig in slechte weerscondities zijn tweede poging deed om te landen, gleed het toestel van de landingsbaan, botste met zijn vleugel tegen een brug en vloog in brand. Van de 164 mensen aan boord kwamen er 131 om het leven.
- Op 18 december 1979 crashte een Sud Aviation Caravelle 10R in zee tijdens het aanvliegen op de luchthaven van Madeira. Van de 57 inzittenden kwamen er 36 om het leven.